# Jan Friedrich Richter
Jan Friedrich Richter (* 1969 in Schwelm) ist ein deutscher Kunsthistoriker.

## Leben
Jan Friedrich Richter studierte von 1994 bis 2000 Kunstgeschichte und Germanistik an der Freien Universität Berlin. 2003 wurde er hier mit einer Dissertation zu Claus Berg zum Dr. phil. promoviert.
Von 2001 bis 2006 war er als Freier Mitarbeiter des Diözesanmuseums Paderborn im Rahmen der Kircheninventarisationen des Erzbistums Paderborn tätig. Ab 2007 war er Wissenschaftlicher Bearbeiter des Corpus der mittelalterlichen Holzskulptur und Tafelmalerei in Schleswig-Holstein an der Christian-Albrechts-Universität zu Kiel. Für seine Arbeit über Hans Brüggemann erhielt er 2012 den mit 1500 Euro dotierten Universitätspreis der Gemeinde Bordesholm.
Bis 2016 war er als freier Kurator der Mittelaltersammlung im Lübecker Museumsquartier St. Annen tätig. 2015 war er Kurator der Ausstellung Lübeck 1500. 2016 kuratierte er die Ausstellung Karl IV. – Ein Kaiser in Brandenburg im Haus der Brandenburgisch-Preußischen Geschichte in Potsdam und 2021 Spätgotik. Aufbruch in die Neuzeit in der Gemäldegalerie der Staatlichen Museen zu Berlin. Seit 2023 ist er wissenschaftlicher Leiter eines Forschungsprojekts am Kunstgewerbemuseum Berlin zur Engerer Burse.
Sein Forschungsschwerpunkt ist mittelalterliche Skulptur und Tafelmalerei in Norddeutschland und Skandinavien.

## Schriften (Auswahl)
- Claus Berg. Retabelproduktion des Spätmittelalters im Ostseeraum. Deutscher Verlag für Kunstwissenschaften, Berlin 2007, zugl. Berlin, Freie Univ., Diss., 2004.
- Gotik in Gandersheim. Die Holzbildwerke des 13. bis 16. Jahrhunderts. (= Schriften zum Gandersheimer Frauenstift. Band 2). Regensburg 2010.
- Das Dreifaltigkeits-Retabel der St. Johanniskirche in Werben. Zur Darstellung der hansischen Kunst des späten Mittelalters in der Altmark. In: Jiří Fajt (Hrsg.): Die Altmark 1300 bis 1600. Berlin 2011, S. 349–359.
- Der Herrgott von Prichsenstadt, ein unbekanntes Werk von Tilman Riemenschneider. Zur Datierung der Riemenschneider-Kreuze. In: Zeitschrift des Deutschen Vereins für Kunstwissenschaft. Band 65, 2011, S. 115–134.
- Hans Brüggemann. Deutscher Verlag für Kunstwissenschaft, Berlin 2011, ISBN 978-3-87157-234-0.
- Zwischen Andachtsbild und Altarfigur. Das Patroziniumsbild der Gandersheimer Georgskirche. In: Hedwig Röckelein (Hrsg.): Der Gandersheimer Schatz im Vergleich. Regensburg 2013, S. 161–174.
- (Bearb.): Corpus der mittelalterlichen Holzskulptur und Tafelmalerei in Schleswig-Holstein. Hrsg. von Uwe Albrecht.
  - Bd. 2: Hansestadt Lübeck. Die Werke im Stadtgebiet. Bearb. mit Uwe Albrecht, Ulrike Nürnberger, Jörg Rosenfeld und Christiane Saumweber, Kiel 2013.
  - Bd. 3: Stiftung Schleswig-Holsteinische Landesmuseen auf Schloss Gottorf, Schleswig. Bearb. mit Bernd Büsche und Ulrike Nürnberger, Kiel 2016.
  - Bd. 4.1 und 4.2: Die Kirchen im Landesteil Schleswig. Kiel 2019.
- Das mittelalterliche Hochretabel der Lübecker Marienkirche. Eine Ausstellung des St. Annen-Museums in Lübeck. In: Zeitschrift für lübeckische Geschichte. Band 94, 2014, S. 9–38.
- Meister Andreas Johannes aus Ringkobing. Zur Bedeutung spätgotischer Künstlerinschriften am Beispiel eines dänischen Exportretabels in Groß Liedern bei Uelzen. In: Hans-Jürgen Vogtherr (Hrsg.): Uelzen im 16. Jahrhundert. Uelzen 2014, S. 83–95.
- (Hrsg.): Lübeck 1500 – Kunstmetropole im Ostseeraum. Verlag Imhoff, Petersberg 2015, ISBN 978-3-7319-0175-4.
- Das Triumphkreuz der Lübecker Burgkirche. Auf den Spuren einer verlorenen Chorausstattung. In: Zeitschrift für Lübeckische Geschichte. Band 96 2016, S. 65–83.
- Fragmente (nord)niederländischer Kunst des Mittelalters in Schleswig-Holstein. In: Zeitschrift des Deutschen Vereins für Kunstwissenschaft. Band 70, 2016, S. 65–86.
- (Hrsg.) mit Peter Knüvener, Kurt Winkler: Karl IV. – Ein Kaiser in Brandenburg. vbb verlag für berlin-brandenburg, Berlin 2016.
- Bernt Notke – revisited. In: Zeitschrift des Deutschen Vereins für Kunstwissenschaft. Band 72/73, 2018/19, S. 297–346.
- Das Marienkrönungsretabel aus St. Johannis in Lüneburg. Rekonstruktion und Kontext. In: Peter Knüvener, Esther Meier (Hrsg.): Lüneburg. Sakraltopographie einer spätmittelalterlichen Stadt. Lüneburg 2019, S. 119–132.
- Das Triumphkreuz im Dom zu Lübeck. Dokumentation einer Restaurierung. Berlin 2019.
- Henning von der Heyde, Bernt Notke und die Stockholmer St. Jürgen-Gruppe. In: Zeitschrift für Lübeckische Geschichte und Altertumskunde. Band 100, 2020/2021, S. 297–317.